# Gotan Project
Gotan Project egy párizsi együttes, tagjai Eduardo Makaroff (Argentína), Philippe Cohen Solal (Franciaország) és Christoph H. Müller (Svájc, a Touch El Arab egykori tagja) zenészek.

## Történet
A Gotan Project 1999-ben alakult. Az első kislemezük 2000-ben jelent meg Vuelvo Al Sur/El Capitalismo Foráneo címmel, amit a La Revancha del Tango album követett 2001-ben. A zenéjük magában foglal tangót, de sampling, beats, és breaks elemeket is használ.
Élő adást is közvetítettek Gilles Peterson világzene show-jában a Worldwide on BBC Radio 1-ben 2004 májusában. Philippe Cohen Solal egy DJ szettet is megjelentetett Inspiración Espiración – A Gotan Project DJ Set Selected & Mixed by Philippe Cohen Solal címmel 2004-ben. Ez az album egy klasszikus tangó összeállítás Aníbal Troilo kedvenceiből, Ástor Piazzolla és Gotan Project remixekből. Magában foglal egy bónusz CD-t is a La Cruz del Sur című dallal - ami eredetileg szerepelt volna a La Revancha del Tango-n, de nem készült el a vágása 2001-ben.

## A Gotan Project előtt
Eduardo Makaroff az 1990-es évek elején érkezett Franciaországba, hogy a Mano a Mano nevű zenekarával együtt fejlessze az argentin tangó zenét. 
Christoph H. Müller és Philippe Cohen Solal pedig egy duót formált Boyz from Brazil (Brazil fiúk) néven.

## Az együttes neve
A trió elnevezése egy névjáték egy híres tangó összeállítás album nevével, aminek létrehozásában szerepet játszott néhány amerikai klasszikus zenész, akik azért jöttek össze, hogy felvegyenek egy tangó albumot, amit 1982-ben tártak a nyilvánosság elé. Ez az album, amelynek Tango Project volt a neve, tartalmazza Carlos Gardel és Alfredo Le Pera Por Una Cabeza című művét, ami megszólalt a Schindler listája, az Egy asszony illata és a True Lies – Két tűz között című filmekben is.
Követve a Tango Project album újfenti sikerét, a modern trió eldöntötte, hogy egy olyan nevet adnak maguknak, ami tisztelettel adózik a Tango Projectnek, ezúttal használva egy „vesre”-nek hívott szójáték formát, ami nagyon megszokott a Lunfardo dialektusban, az argentínai–uruguayi spanyol nyelvjárás tolvajnyelvében. Ez a szójáték a legegyszerűbb esetekben annyit jelent, hogy az utolsó szótag a szó elejére kerül (a „vesre” szó tehát „reves” lesz – ami spanyolul fordítottat jelent – a második szótaggal elöl). Így a Tango szó Gotan-ná válik, a trió nevének kiválasztása pedig az ő projektjükben a rendkívül sikeres Tango Project albumra utal, ami segített ismét népszerűsíteni a tangó zenét.

## Szerepe a popkultúrában

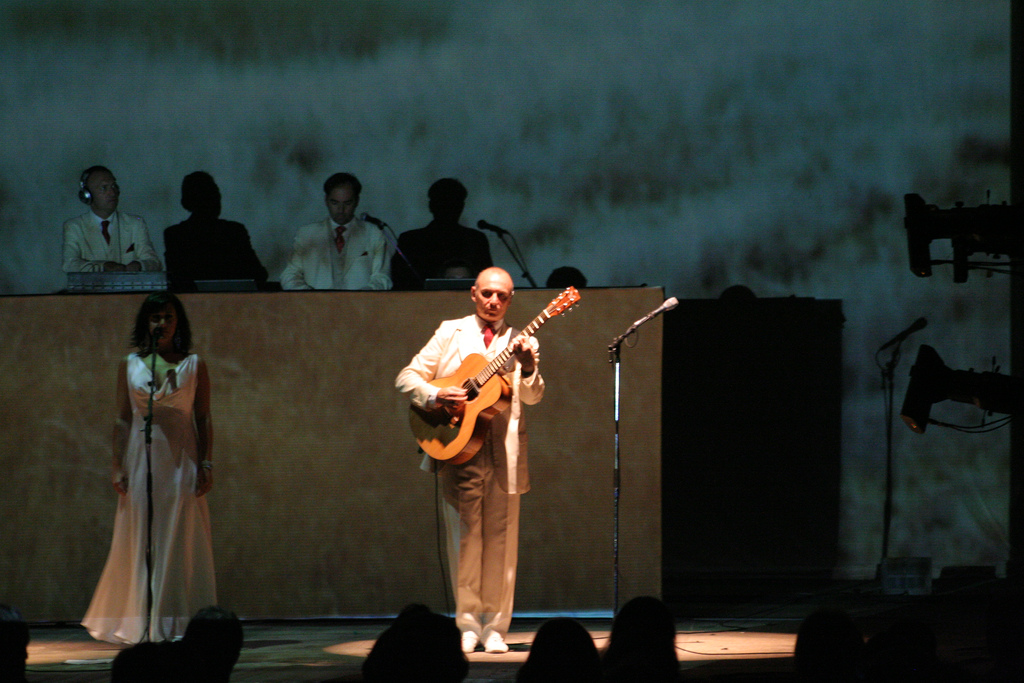
A Gotan Project tagjainak előadása 2007-ben, Brazíliában

A Santa Maria (del Buen Ayre) című dal a La Revancha del Tango albumról, mint a fő tánckoreográfia zenéje játszott szerepet a 2004-es Hölgyválasz című filmben, Jennifer Lopezzel és Richard Gere-rel. Alicia Sacramone amerikai tornász egy számrészletüket használta a talajgyakorlatához a nemzetközi versenyen, és a 2008-as nyári olimpián is Pekingben, míg csapattársa, Samantha Peszek a gyakorlatát a Whatever Lola Wants című előadásukra végezte. Felhasználták a zenéjüket a Kés/Alatt, Szex és New York, Testvérek és Chuck című amerikai tévésorozatokban, valamint a 2003-as svéd dokumentumfilmben, a Surplusban, és a 2004-es Argentínában munkavállalók által vezetett, elfoglalt gyárról szóló dokumentumfilmben, a Gyárfoglalásban. 2004-ben felvettek egy kevéssé ismert Piazzolla művet Brigitte Fontaine-nel, a Rue Saint-louis-en-l'île-t. A 2006-os évek végén az Epoca című számot a La Revancha del Tango albumról felhasználták a Charlie kettős élete című filmben, és az angol Boots gyógyszergyárlánc David LaChapelle által rendezett tévéreklámjaiban. Az Epoca számot a Finish mosogatószer reklámjaiban, és a portugál Fox Broadcasting Company sorozat reklámjaiban is hallhatjuk. Az ő zenéjüket használták számos Csúcsmodellek epizódban, a sikeres angol tévéműsorban. Az Epoca jelenleg a Finish Jet Dry mosogatószer hirdetés háttérzenéje.
2004-ben egy másik dalt szólaltattak meg a La Revancha del Tango albumról az Ocean’s Twelve – Eggyel nő a tét című mozifilmben. Az El Capitalismo Foraneo  zeneszámot kezdik el játszani annak a jelenetnek a végén, ahol Catherine Zeta-Jones karaktere kikérdezi a Robbie Coltrane által játszott Matsui-t.
2010-ben a Santa Maria (del Buen Ayre) újra szerepelt egy mozifilmben, a Kéjjel-nappalban, egy akcióvígjátékban Tom Cruise és Cameron Diaz főszereplésével.
2012 áprilisában az együttes először jelent meg az amerikai televíziós hálózaton a Dancing With The Starsban a Results Show-ban.

## Albumok

### Stúdióalbumok
- 2001 La Revancha del Tango
- 2004 Inspiración Espiración
- 2006 Lunático
- 2008 Gotan Project Live
- 2010 Tango 3.0
- 2011 La Revancha En Cumbia

### Kislemezek
- 2000 Vuelvo Al Sur / El Capitalismo Foráneo (10")
- 2000 Last Tango In Paris / Triptico (10")
- 2001 Santa María (Del Buen Ayre) / Chunga's Revenge (10")
- 2002 Santa María (Del Buen Ayre) (12"/CD)
- 2004 Confianzas (CD) †
- 2004 La Cruz Del Sur (12"/CD) † ††
- 2005 La Cruz Del Sur (Remixes) (12") ††
- 2006 Mi Confesión (10"/CD) † ††
- 2006 Diferente (10"/CD) † ††
- 2007 La Vigüela (CD)
- 2010 La Gloria (10"/CD) † ††
- 2010 Rayuela (10"/CD) ††
- 2010 Tu Misterio (CD) †

† Ennek a lemeznek a CD kiadása csak promóciós céllal készült.

†† Ez a lemez az eredeti kiadás időpontjában digitális letölthető formátumban is elérhető.

### Koncertalbumok
- 2001 Gotan Project Remixes (12")
- 2006 Live at KCRW †
- 2007 El Norte (CD)
- 2008 Exclusive Tracks (CD) ††
- 2010 Tango 3.0 - The Remix EP (CD) ††

† Ez a lemez csak digitális letölthető formátumban elérhető.

†† Ezt a lemezt csak promóciós céllal készült.

### Válogatások
- 2008 Gotan Object

## Filmek
- 2005 La Revancha del Tango Live (DVD)
- 2011 Tango 3.0 Live (DVD/BLU-RAY)

## Fordítás
Ez a szócikk részben vagy egészben  a   Gotan Project című angol Wikipédia-szócikk ezen változatának fordításán alapul.  Az eredeti cikk szerkesztőit annak laptörténete sorolja fel. Ez a jelzés csupán a megfogalmazás eredetét és a szerzői jogokat jelzi, nem szolgál a cikkben szereplő információk forrásmegjelöléseként.

## Külső hivatkozások
- Hivatalos honlap (angolul)
- El Tangauta - Interview with Gotan Project (angolul)
- Liberation Frequency interview with Gotan Project (angolul)